# جسیکا ژولین
یِسّیکا یولین (انگلیسی: Jessica Julin؛ زادهٔ ۶ دسامبر ۱۹۷۸) بازیکن فوتبال اهل فنلاند است.
از باشگاه‌هایی که در آن بازی کرده‌است می‌توان به استاتینا آی اف و اومئا آی‌کی اشاره کرد.
وی همچنین در تیم ملی فوتبال زنان فنلاند بازی کرده‌است.